# Bracon caroli
Bracon caroli är en stekelart som beskrevs av Cameron 1905. Bracon caroli ingår i släktet Bracon och familjen bracksteklar. Inga underarter finns listade.